# مکس ابرلی
مکس ابرلی (انگلیسی: Max Aeberli؛ – ۲۰۰۹) دوچرخه‌سوار اهل سوئیس بود.